# Молдован, Овидиу Юлиу
Овидиу Юлиу Молдован (рум. Ovidiu Iuliu Moldovan; 1 января 1942, Сэрмашу, жудец Муреш — 12 марта 2008, Бухарест) — румынский актёр театра, кино, радио и телевидения.

## Биография
Отец Молдавана погиб в плену во время Второй мировой войны. Поступил на учёбу на факультет актёрского мастерства в Институт театрального и кинематографического искусства им. И. Л. Караджале в Бухаресте, который окончил в 1964 году.
Год спустя дебютировал в роли Мио в пьесе Максвелла Андерсона «Воцарение зимы» в драматическом театре в Тимишоара. В течение следующих нескольких десятилетий играл на сцене Национального театра в Бухаресте в разных ролях в пьесах Шекспира, Камю, Сенеки и др.
Исполнил более 60 ролей в радиоспектаклях.
Дебютировал, как киноактёр в 1966 году. С середины 1970-х годов начал регулярно сниматься в кино. В его творческом багаже более 50 фильмов.

## Избранная фильмография
- 1987 — Эгрета из слоновой кости
- 1986 — Миссия (ТВ сериал)
- 1985 — Серебряная маска
- 1984 — Послание небес
- 1983 — Сказка странствий — эпизод
- 1983 — Операция «Зузук» — Вирджил Попеску
- 1983 — Новые приключения Жёлтой Розы — Аристиде
- 1982 — Клоуны на северном полюсе
- 1982 — Встреча — Андрей
- 1981 — Происшествие на турбазе
- 1981 — Комиссар полиции и Малыш — Тику, адвокат
- 1981 — Трансильванцы на Диком Западе — Джонни Брэд
- 1980 — Буребиста
- 1979 — Человек в пальто
- 1978 — Пророк, золото и трансильванцы — Джонни Брэд
- 1979 — Воспоминания старого комода
- 1979 — Актриса и трансильванцы — Джонни Брэд
- 1978 — Реванш — рабочий нелегальной типографии
- 1977 — Булава за тремя печатями — Кади из Авлона
- 1976 — Солдаты свободы — эпизод
- 1975 — Замкнутый круг
- 1974 — Штефан Великий – 1475 год — Александру Мангупский
- 1973 — Какое оно, счастье
- 1967 — Колонна — сын Однорукого
- 1966 — Туннель — полицейский

После смерти матери в 1995 году Молдован перестал сниматься в кино.
Много лет страдал диабетом и умер от цирроза печени в университетской больнице Бухареста. Похоронен на бухарестском кладбище Беллу.

## Награды
- Кавалер ордена Звезды Румынии (15 марта 2008 года, посмертно)[3].
- Командор ордена «За заслуги перед культурой»[рум.] в категории D «Исполнительское искусство» (2004 год)[4].
- Медаль «За заслуги перед культурой»[рум.] I степени (1967 год)
- Премия Uniter Career Award (2004 год)